# Loyal to Familia
Loyal to Familia (forkortet: LTF) er en gadebande dannet i 2013 i København. Banden har været forbudt siden den 4. september 2018. Banden består primært af indvandrere, men der er også etniske danskere i gruppen. Bandens logo er et dødningehoved og to pistoler.
Loyal to Familia spillede i 2017 en stor rolle i bandekonflikten i København, der resulterede i adskillige skudepisoder forskellige steder i hovedstadsområdet. Gruppen lå ifølge politiet i konflikt med flere grupperinger fra blandt andet Mjølnerparken og Nordvestkvarteret. LTF havde i 2021 omkring 100 medlemmer. Medlemmer af LTF har flere gange været i offentlighedens søgelys for blandt andet skyderier, narkokriminalitet og drab.

## Baggrund
Loyal to Familia blev dannet i 2013 ud af det navnløse bandemiljø, der i årtier har floreret omkring Blågårds Plads på indre Nørrebro i København. Miljøet var hidtil domineret af to marokkanske brødre ved navn Abderrozak og Abdessamade Benerabe. Brødrene, der var kendt som Store A og Lille A, blev af politiet regnet for toneangivende figurer i bandemiljøet, da indvandrere fra Blågårds Plads og andre områder af København lå i krig med Hells Angels og dens støtteklub, AK81. Krigen, der varede fra 2008 til 2010, førte til over 100 skudepisoder, syv dræbte og 55 sårede. Banden blev stiftet af Shuaib Khan, også kaldet Shebbi. Khan er pakistansk statsborger, men født og opvokset i Danmark.

### Afdelinger og medlemstal
LTF blev stiftet i 2013 med afdelinger i Kokkedal og Tingbjerg og har siden spredt sig til blandt andet Fredericia, Aarhus og Køge. Tidligere havde banden også tilholdssted i Nivå og Hillerød. Banden holder primært til på Nørrebro i København.
I 2017 havde banden ifølge politiets banderegister 225 medlemmer. Ifølge et nyt politinotat fra den 31. juli 2021 havde banden omkring 100 medlemmer.

### Opløst ved dom
Fra den 4. september 2018 blev LTF gjort ulovlige.
Ved Østre Landsrets dom af 12. november 2020  blev dommen fra Københavns Byret af 20. januar 2020 stadfæstet om opløsning af LTF. Det fremgår af dommens præmisser "at det er nødvendigt at opløse foreningen for at imødegå den omfattende voldskriminalitet, som i meget vidt omfang er relateret til foreningen". Det vil sige, at LTF virker ved vold og dermed ikke har et "lovligt øjemed". Landsretten lagde bl.a. til grund til grund, "at det er politiets vurdering, at LTF trods forbuddet i dag har godt 100 medlemmer, og at LTF siden oprettelsen og til i dag har haft i alt 425 medlemmer. Efter opgørelsen er 423 af disse 425 medlemmer anført i kriminalregisteret med mindst én fældende afgørelse". Derimod anså landsretten i modsætning til byretten ikke, at det med den nødvendige sikkerhed kunne fastslås, at LTF har et ulovligt formål.